# 니코 윌리엄스
니코 셰이 윌리엄스(영어: Neco Shay Williams, 2001년 4월 13일 ~ )는 웨일스의 축구 선수로 현재 잉글랜드 프리미어리그의 노팅엄 포리스트에서 라이트 백으로 활동 중이다.

## 수상

### 클럽
리버풀 FC (유스팀)
- 잉글랜드 FA 유스컵 : 우승 (2018-19)

 리버풀 FC
- 잉글랜드 프리미어리그 : 우승 (2019-20), 3위 (2020-21)
- FIFA 클럽 월드컵 : 우승 (2019)
- FA 커뮤니티 실드 : 준우승 (2020)

 풀럼 FC
- EFL 챔피언십 : 우승 (2021-22)